# Alan Warren
Alan Kemp Warren (13 de dezembro de 1935) é um velejador britânico, medalhista olímpico. Ele competiu nos Jogos Olímpicos de Verão de 1972 na classe Tempest e conquistou a medalha de prata, ao lado de David Hunt. Quatro anos depois, eles não passaram do décimo quarto lugar nesta mesma classe, mas consagraram-se campeões mundiais na Flying Dutchman.